# دانشگاه دوفین پاریس
دانشگاه پاریس ۹ یا دوفین پاریس (به فرانسوی: Université Paris-Dauphine) یکی از شعب سیزده‌گانه دانشگاه پاریس محسوب می‌شود.
این واحد در سال ۱۹۶۸ از دانشگاه پاریس جدا شد.
دانشگاه دوفین در سال ۱۹۶۸ بعنوان دانشکده اقتصاد و مدیریت در مقر سابق ناتو در پاریس غربی تأسیس شد.